# شورمست

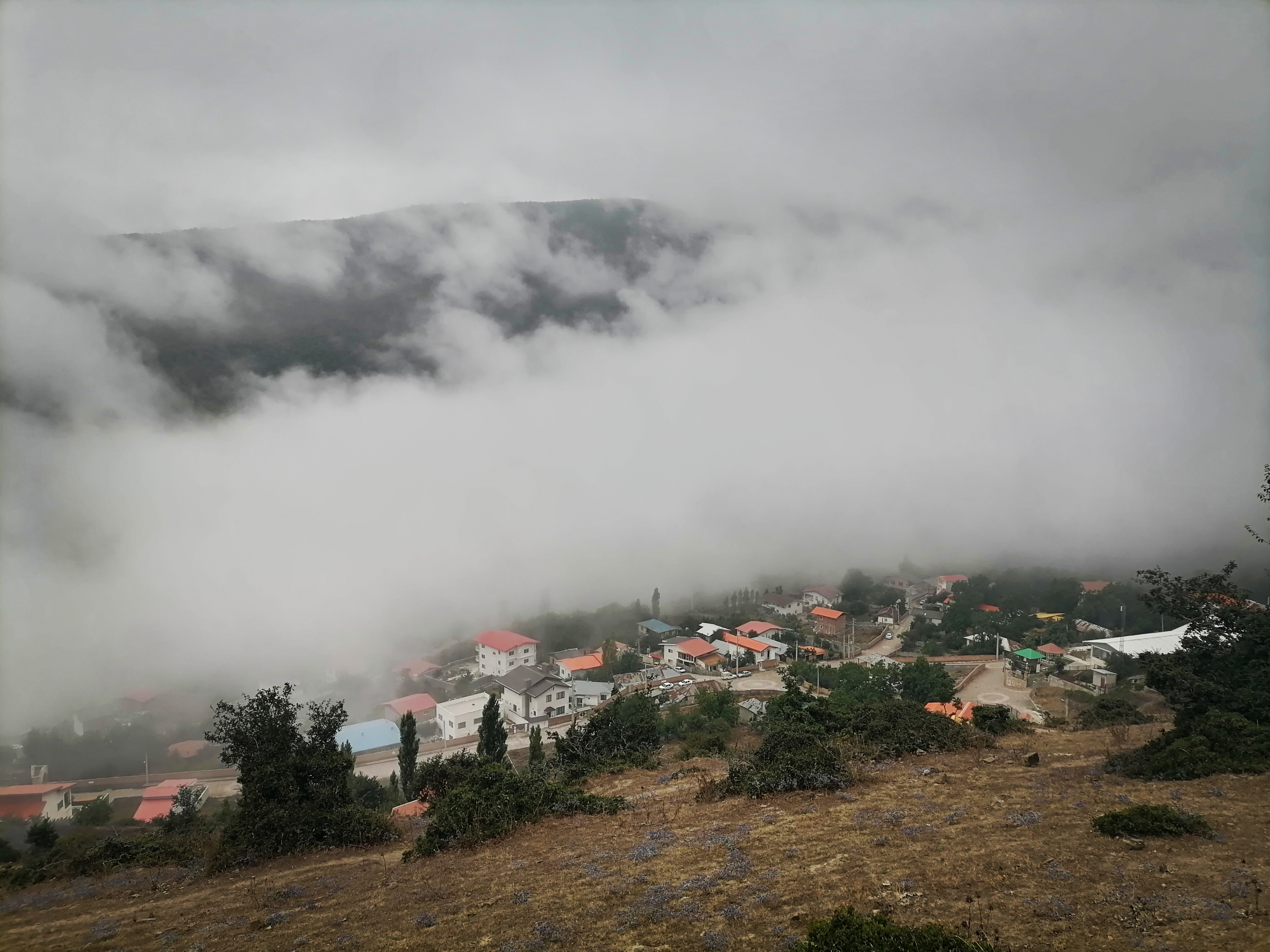
روستای شورمست

شورمست، روستایی است از توابع بخش مرکزی شهرستان سوادکوه در استان مازندران ایران.به دلیل نزدیک به دریاچه ی شورمست، در چند سال اخیر این روستا مورد توجه گردشگران بومی و غیر  بومی قرار گرفته است. این مکان هر ساله مراسم مذهبی را به صورت سنتی برگزار می‌کند.  حسینیه شورمست در ایام سوگواری امام حسین میزبان هزاران نفر از عزاداران آن امام می باشد که از شهر های دور و نزدیک برای دیدن تعزیه خوانی به این روستا سفر می‌کنند. 

## جمعیت
این روستا در دهستان راستوپی قرار دارد و براساس سرشماری مرکز آمار ایران در سال ۱۳۸۵، جمعیت آن ۱۸۷ نفر (۵۶خانوار) بوده‌است.

## جاذبه گردشگری
دریاچه شورمست
دریاچه شورمست، تنها دریاچه طبیعی شهرستان سوادکوه که وسعت آن
۱۵ هزار متر مربع و عمق آن ۵ متر است.
این دریاچه در ۵٫۵ کیلومتری شهرپل سفید واقع شده‌است.
دریاچهٔ طبیعی شهرستان سوادکوه، در ۶ کیلومتری غرب شهر پل سفید و در ارتفاعات مشرف به این شهر در مجاورت روستای شورمست واقع شده‌است. منظره این دریاچه با جنگل اطراف آن که از درختان کهنسال و بلند قامت توسکا پوشیده شده، آن را به یکی از زیباترین اماکن موجود در شهرستان سوادکوه تبدیل ساخته‌است. در حال حاضر همواره مسافران، طبیعت گردان و ماهیگیران زیادی از این دریاچه بهره‌برداری می‌کنندویکی‌پدیا. با بهسازی راه دسترسی، احداث امکانات تفریحی مانند قایق، پدالو، اسکی روی آب و اقامتگاه ساده بهمراه سرویس بهداشتی، می‌توان به جذب توریست در شهرستان سوادکوه کمک شایانی نمود.